# Grauer Blattrandkäfer

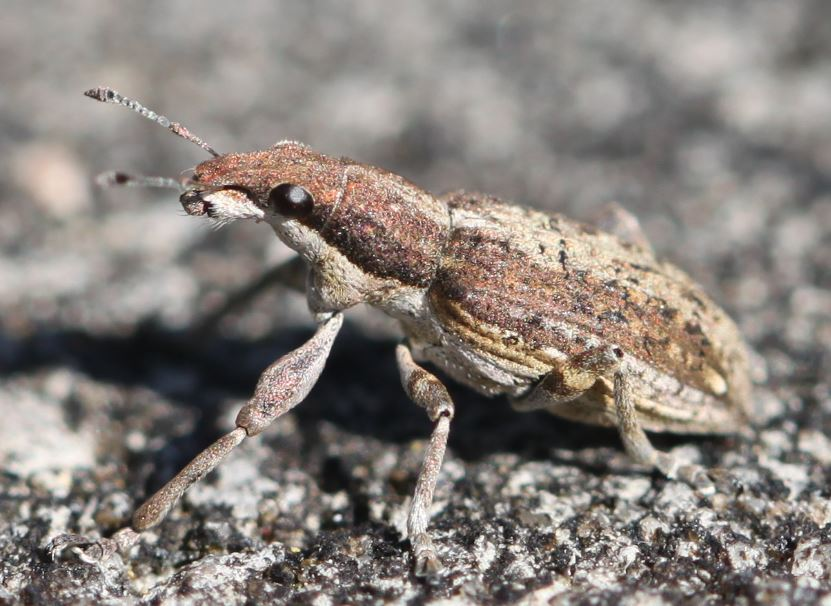
Seitenansicht

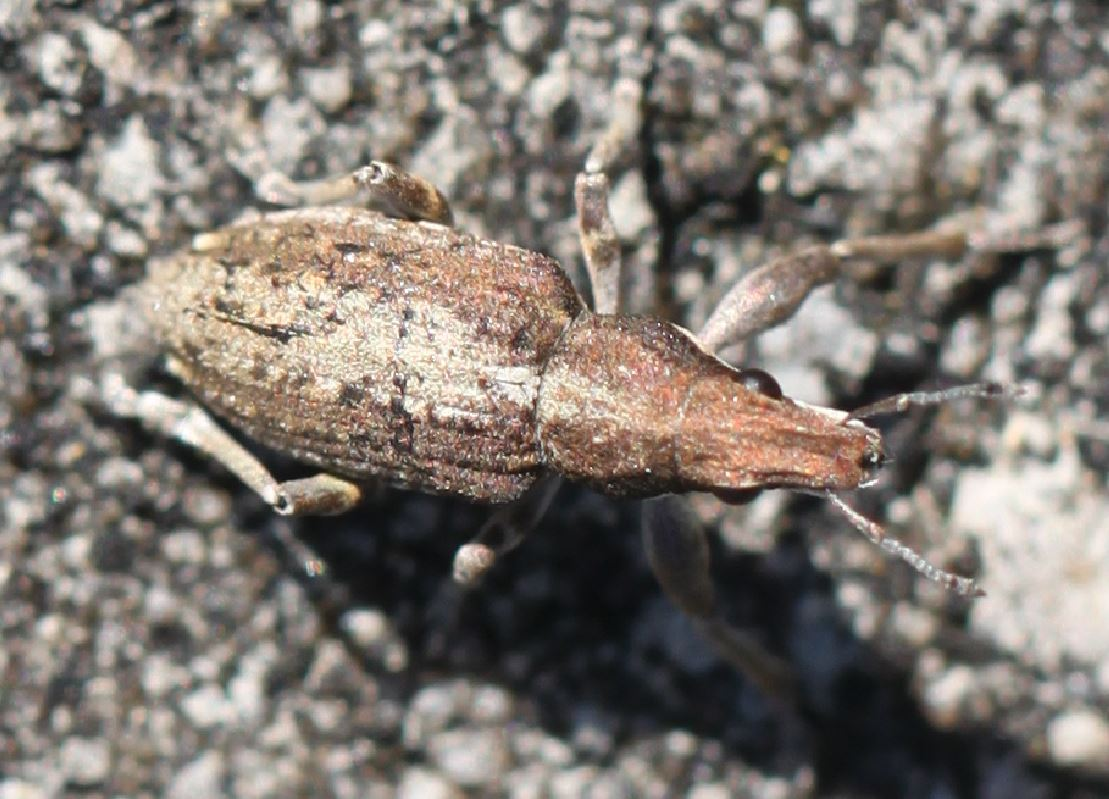
Dorsalansicht

Der Graue Blattrandkäfer (Charagmus griseus, Syn.: Sitona griseus) ist ein Käfer aus der Familie der Rüsselkäfer (Curculionidae). Alternative Namen sind Gemeiner Lupinenblattrandkäfer und Großer Grauer Blattrandrüssler.

## Merkmale
Die Rüsselkäfer sind 5,5–10 mm lang. Der Rostrum (Rüssel) ist länger und schmäler als bei den ähnlichen Vertretern der Gattung Sitona. Der Halsschild weist eine größere Breite auf als Kopf samt Augen. Ein besonderes Merkmal des Grauen Blattrandkäfers bildet der farbliche Kontrast zwischen der bräunlichen Ober- und der weißen Unterseite.

## Verbreitung
Die Käferart ist in Europa weit verbreitet. Die Art ist auch auf den Britischen Inseln vertreten. Im Süden reicht das Verbreitungsgebiet bis nach Nordafrika und in den Nahen Osten.

## Lebensweise
Die Käfer findet man an Besenginster (Sarothamnus scoparius), an Hauhecheln (Ononis) sowie an verschiedenen Lupinen-Arten (Lupinus), welche ihre Wirtspflanzen bilden. Die überwinternden adulten Käfer beobachtet man ab April. Die Larven entwickeln sich im Wurzelwerk der Wirtspflanzen. Mitte Juli erscheinen die Käfer der neuen Generation. Die Käfer verursachen insbesondere durch ihren Blattfraß Schäden auf Lupinenfeldern.

## Taxonomie
In der Literatur findet man häufig noch das Synonym Sitona griseus (Fabricius, 1775). Weitere Synonyme sind:
- Curculio griseus Fabricius, 1775 – ursprüngliche Namenskombination
- Curculio cupreosquamosus Goeze, 1777
- Curculio intersectus Geoffroy, 1785
- Curculio squamosus Gmelin, 1790